# 大舘教幸
大舘 教幸（おおだち のりゆき）は、室町時代の武将。大舘持房の長男。法名は常椿。

## 生涯
大舘氏は代々、室町幕府奉公衆の五番衆番頭を務めた家柄。教幸も十余歳の時から幕府に仕え、奉公衆五番衆に属した。宝徳2年（1450年）11月17日、病のため没する。教幸の死の翌日に子の政重が生まれた。